# Gideon Gadot
Gideon Gadot (Bnei Brak, 1 de abril de 1941 - Tel Aviv, 22 de septiembre de 2012) fue un periodista y político israelí que sirvió como miembro de la Knéset por el Likud entre los años 1984 y 1992.

## Biografía
Gideon Foreman (más tarde Gadot) nació en Palestina durante el Mandato Británico. Asistió a la escuela secundaria agrícola Mikve Israel antes de estudiar sociología y comunicaciones en la Universidad en Sudáfrica. Se unió al movimiento juvenil Betar en 1951, y fue miembro de la dirección nacional de la organización entre 1965 y 1968. Durante su estancia en Sudáfrica actuó como emisario de un año por la organización.
Trabajó como periodista en Herut, HaYom y Yom Yom, antes de convertirse en jefe de la sección portavoz del partido Herut en 1977, donde trabajó hasta 1982. De 1981 a 1996 fue presidente de la junta de la lotería nacional Mifal Hapayis de Israel.
En 1984 fue elegido miembro de la Knesset del Likud en la lista (después una alianza de Herut y otros partidos de la derecha). Fue reelegido en 1988 y nombrado Vicepresidente, cargo que ocupó durante cuatro años. Gadot perdió su escaño en las elecciones de 1992.
Él fue el sobrino de Aryeh Ben-Eliezer.
Gadot murió el 22 de septiembre de 2012, y fue enterrado en el cementerio Nahalat Yitzhak en Tel Aviv el 23 de septiembre de 2012.